# Tebuk
Tebuk is een bestuurslaag in het regentschap Aceh Tengah van de provincie Atjeh, Indonesië. Tebuk telt 667 inwoners (volkstelling 2010).